# Corkscrew (Cedar Point)
Pour les articles homonymes, voir Corkscrew.
Corkscrew (« tire-bouchon ») sont des montagnes russes assises du parc Cedar Point, situé à Sandusky dans l'Ohio, aux États-Unis.

## Le circuit
Le circuit débute par un virage à 180° et par un lift. Le train arrive alors à la descente haute d'environ 25 mètres avant de procurer un petit airtime et un looping. Ensuite vient de nouveau un virage à 180° en faisant encore une fois un petit airtime et le train termine son parcours avec deux corkscrew (virage en tire-bouchon) au-dessus des personnes circulant sur le chemin qui relie l'entrée au Top Thrill Dragster.

## Statistiques
- Trains : trois trains de six wagons. Les passagers sont placés par deux sur deux rangs pour un total de 24 passagers par train
- Protections : Harnais de sécurité.
- Éléments : Looping vertical / Double Corkscrew

## Galerie

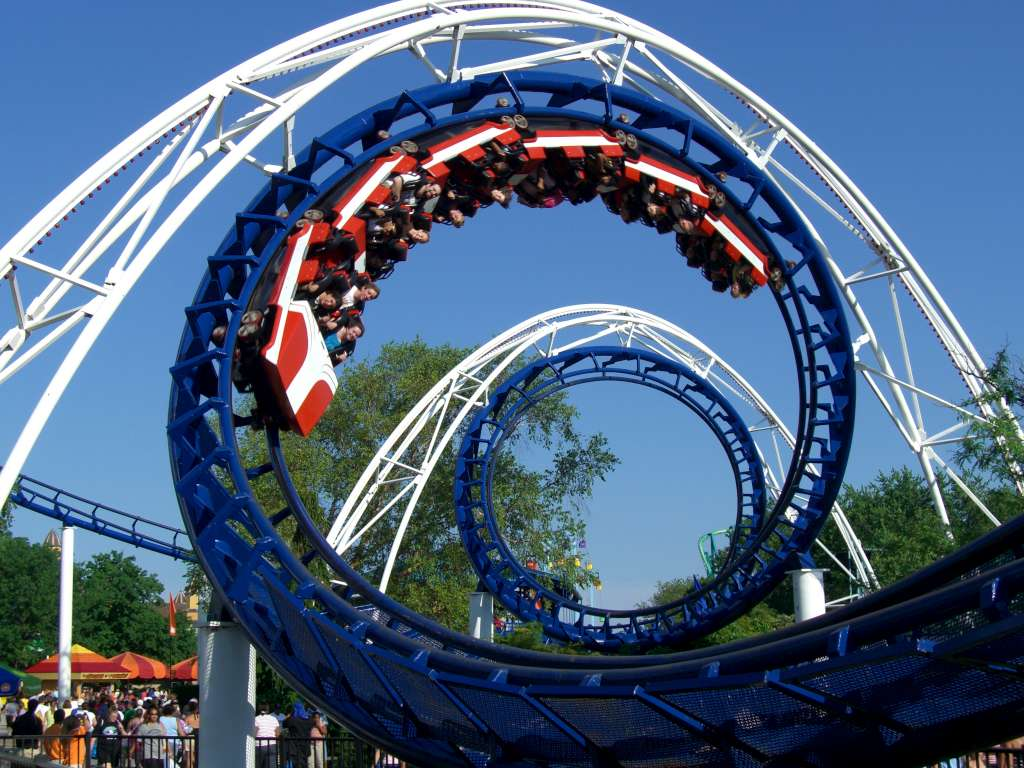
Le cœur du « tire-bouchon ».
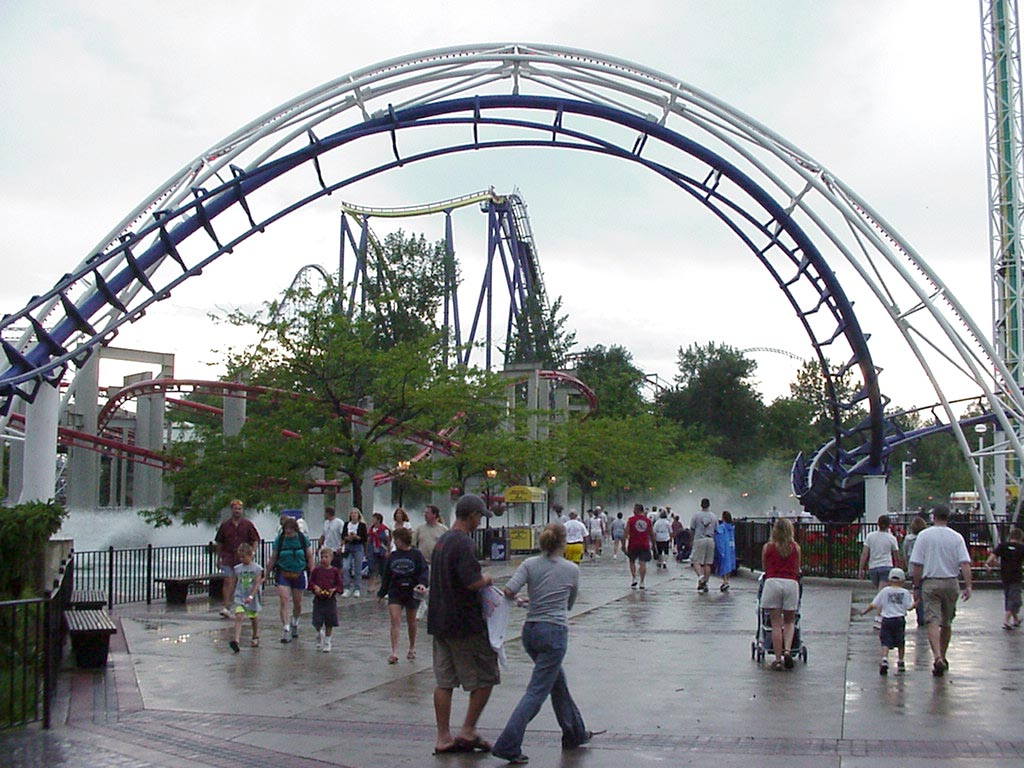
Corkscrew.